# 고대 이탈리아 문자
고대 이탈리아 문자(영어: Old Italic scripts)는 기원전 700년~기원전 100년경에 이탈리아반도에서 쓰인 서로 유사한 여러 문자 체계를 가리키는 말이다. 고대 이탈리아 문자 가운데 가장 유명한 것은 로마자의 직계 조상인 에트루리아 문자이다. 북유럽의 룬 문자는 2세기경에 고대 이탈리아 문자 중 하나에서 파생되었다고 생각된다.

## 기원
고대 이탈리아 문자들은 모두 페니키아 문자에서 나왔음을 분명히 알아볼 수 있다. 페니키아 문자에서 고대 이탈리아 문자로 가는 중간 단계는 쿠마에 문자로 보이며, 이는 기원전 8세기경 나폴리 만에 에비아 그리스인이 건설한 식민지인 이스키아와 쿠마에에서 쓰였던 문자이다. 그 시기에는 에트루리아 문명이 이탈리아를 주도했기 때문에 다른 고대 이탈리아 문자들은 에트루리아 문자에서 나왔다고 여겨진다. 그러나 로마자를 비롯한 몇몇 문자 체계들은 에트루리아 문자에서 상당히 이른 시기에 사라진 그리스 글자들을 보존하고 있다.
고대 이탈리아 문자들은 당시 이탈리아 지역에서 쓰이던 여러 언어를 적는 데 쓰였다. 그 중에는 인도유럽어족에 속하는 언어도 있었고(대부분은 이탈리아어파에 속하지만, 켈트어파나 게르만어파일지도 모르는 언어들도 있다), 에트루리아어처럼 인도유럽어족이 아닌 언어도 있었다.

## 문자 체계
다음은 에트루리아 문자와 같은 계통으로 보이는 고대 이탈리아의 문자들을 나타낸 표이다. 서로 대응하는 것으로 여겨지는 글자들은 같은 세로줄에 놓았다. 많은 글자들이 다양한 자형을 갖지만 여기서는 하나만 나타내었다. [←]와 [→]는 각각 오른쪽에서 왼쪽으로 쓰는 문자와 왼쪽에서 오른쪽으로 쓰는 문자를 나타낸다. 더 자세한 내용은 각 문자에 관한 문서를 참고하라.
주의[?]로 표시된 글자들은 설치된 유니코드 글꼴에 따라 모습이 정해진다. 동일한 유니코드 기호가 여러 언어의 글자에 대응하므로, 이 글자들의 모습을 제대로 나타내려면 각 언어만을 위해 특별히 만들어진 글꼴을 사용해야 한다.
| 페니키아 문자                      |   |   |   |   |   |   |    |    |    |   |   |   |   |   |    |   |   |    |   |   |   |   |    |    |    |    |   |   |   |   |
| 글자 [←]                           |   |   |   |   |   |   |    |    |    |   |   |   |   |   |    |   |   |    |   |   |   |   |    |    |    |    |   |   |   |   |
| 음가                               |   |   |   |   |   |   |    |    |    |   |   |   |   |   |    |   |   |    |   |   |   |   |    |    |    |    |   |   |   |   |
| 전사                               |   |   |   |   |   |   |    |    |    |   |   |   |   |   |    |   |   |    |   |   |   |   |    |    |    |    |   |   |   |   |
| 서부 그리스 문자                   |   |   |   |   |   |   |    |    |    |   |   |   |   |   |    |   |   |    |   |   |   |   |    |    |    |    |   |   |   |   |
| 글자 [→]                           |   |   |   |   |   |   |    |    |    |   |   |   |   |   |    |   |   |    |   |   |   |   |    |    |    |    |   |   |   |   |
| 음가                               | a | b | g | d | e | w | zd | h  | tʰ | i | k | l | m | n | ks | o | p | s  | k | r | s | t | u  | ks | pʰ | kʰ |   |   |   |   |
| 전사                               | Α | Β | Γ | Δ | Ε | Ϝ | Ζ  | Η  | Θ  | Ι | Κ | Λ | Μ | Ν | Ξ  | Ο | Π | Σ  | Ϙ | Ρ | Σ | Τ | Υ  | Χ  | Φ  | Ψ  |   |   |   |   |
| 에트루리아 문자 - 기원전 7세기부터 |   |   |   |   |   |   |    |    |    |   |   |   |   |   |    |   |   |    |   |   |   |   |    |    |    |    |   |   |   |   |
| 마르실리아나 [?][→]                | 𐌀 | 𐌁 | 𐌂 | 𐌃 | 𐌄 | 𐌅 | 𐌆  | 𐌇  | 𐌈  | 𐌉 | 𐌊 | 𐌋 | 𐌌 | 𐌍 | 𐌎  | 𐌏 | 𐌐 | 𐌑  | 𐌒 | 𐌓 | 𐌔 | 𐌕 | 𐌖  | 𐌗  | 𐌘  | 𐌙  |   |   |   |   |
| 상고 [?][→]                        | 𐌀 |   | 𐌂 |   | 𐌄 | 𐌅 | 𐌆  | 𐌇  | 𐌈  | 𐌉 | 𐌊 | 𐌋 | 𐌌 | 𐌍 |    |   | 𐌐 | 𐌑  | 𐌒 | 𐌓 | 𐌔 | 𐌕 | 𐌖  | 𐌗  | 𐌘  | 𐌙  | 𐌚 |   |   |   |
| 신 [?][→]                          | 𐌀 |   | 𐌂 |   | 𐌄 | 𐌅 | 𐌆  | 𐌇  | 𐌈  | 𐌉 |   | 𐌋 | 𐌌 | 𐌍 |    |   | 𐌐 | 𐌑  |   | 𐌓 | 𐌔 | 𐌕 | 𐌖  |    | 𐌘  | 𐌙  | 𐌚 |   |   |   |
| 음가                               | a |   | k |   | e | v | ts | h  | th | i | k | l | m | n |    |   | p | sh | k | r | s | t | u  |    | ph | kh | f |   |   |   |
| 전사                               | a |   | c |   | e | v | z  | h  | θ  | i | k | l | m | n |    |   | p | ś  | q | r | s | t | u  |    | φ  | χ  | f |   |   |   |
| 오스크 문자 - 기원전 5세기부터     |   |   |   |   |   |   |    |    |    |   |   |   |   |   |    |   |   |    |   |   |   |   |    |    |    |    |   |   |   |   |
| 글자 [←]                           |   |   |   |   |   |   |    |    |    |   |   |   |   |   |    |   |   |    |   |   |   |   |    |    |    |    |   |   |   |   |
| 음가                               | a | b | g | d | ɛ | v | ts | x? |    | i | k | l | m | n |    |   | p |    |   | r | s | t | o: |    |    |    | f | o | e |   |
| 전사                               | A | B | G | D | E | V | Z  | H  |    | I | K | L | M | N |    |   | P |    |   | R | S | T | U  |    |    |    | F | Ú | Í |   |
| 레폰트 문자 - 기원전 7~5세기       |   |   |   |   |   |   |    |    |    |   |   |   |   |   |    |   |   |    |   |   |   |   |    |    |    |    |   |   |   |   |
| 글자 [?][→]                        | 𐌀 |   |   |   | 𐌄 | 𐌅 | 𐌆  |    | 𐌈  | 𐌉 | 𐌊 | 𐌋 | 𐌌 | 𐌍 |    | 𐌏 | 𐌐 | 𐌑  |   | 𐌓 | 𐌔 | 𐌕 | 𐌖  | 𐌗  |    |    |   |   |   |   |
| 음가                               |   |   |   |   |   |   |    |    |    |   |   |   |   |   |    |   |   |    |   |   |   |   |    |    |    |    |   |   |   |   |
| 전사                               | A |   |   |   | E | V | Z  |    | Θ  | I | K | L | M | N |    | O | P | Ś  |   | R | S | T | U  | X  |    |    |   |   |   |   |
| 남피케눔 문자 - 기원전 6세기부터   |   |   |   |   |   |   |    |    |    |   |   |   |   |   |    |   |   |    |   |   |   |   |    |    |    |    |   |   |   |   |
| 글자 [?][→]                        | 𐌀 | 𐌁 | 𐌂 | 𐌃 | 𐌄 | 𐌅 |    | 𐌇  |    | 𐌉 | 𐌊 | 𐌋 | 𐌌 | 𐌍 |    | 𐌏 | 𐌐 |    | 𐌒 | 𐌓 | 𐌔 | 𐌕 | 𐌖  |    |    |    | 𐌚 | 𐌞 | 𐌝 | 𐌟 |
| 음가                               |   |   |   |   |   |   |    |    |    |   |   |   |   |   |    |   |   |    |   |   |   |   |    |    |    |    |   |   |   |   |
| 전사                               | A | B | G | D | E | V |    | H  |    | I | K | L | M | N |    | O | P |    | Q | R | S | T | U  |    |    |    | F | Ú | Í | * |

위 표에는 다음이 빠져 있다.
- 베네티 문자
- 팔리스크 문자
- 움브리아 문자
- 북피케눔 문자
- 메사피아 문자
- 라이티아 문자
- 카무니 문자

### 에트루리아 문자
여러 이탈리아어파 언어(팔리스크어, 오스크어, 움브리아어, 남피케눔어 등)와 그 밖의 인도유럽어족 언어(베네티어, 메사피아어 등)은 원래 에트루리아 문자를 사용했다. 팔리스크 문자, 오스크 문자, 움브리아 문자, 북피케눔 문자, 남피케눔 문자는 모두 에트루리아 문자에서 나왔다.

### 누케리아 문자
누케리아 문자(영어: Nucerian alphabet)은 이탈리아 남부(노체라수페리오레, 소렌토, 비코에퀜세 등)에서 발견된 새김들에 나타나는 문자 체계이다. 기원전 6세기와 5세기 사이에만 나타난다. 가장 중요한 기호는 전나무 모양을 한 /S/ 글자이고, 이는 페니키아 문자에서 나왔을 가능성이 있다.

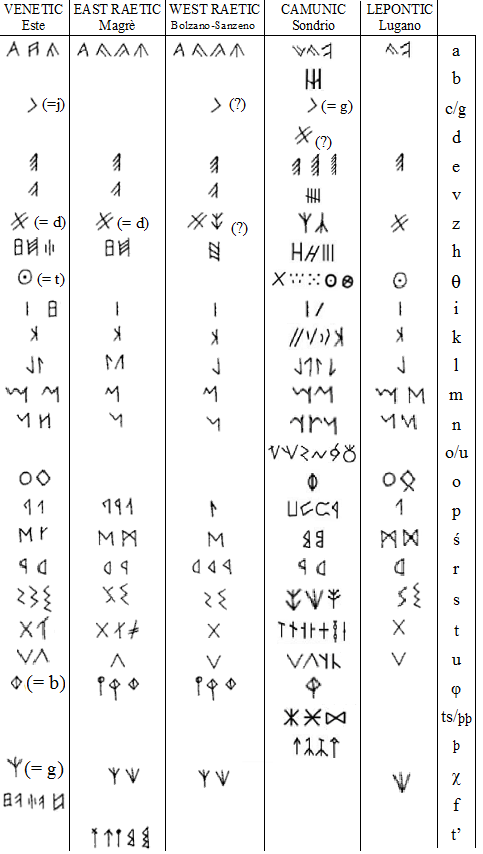
에스테 (베네토주)|에스테 (베네토주)|에스테(베네티어), 마그레, 볼차노-산제노(라이티아어), 손드리오(카무니어), 루가노(레폰트어)에서 발견된 문자들

### 라이티아 문자
산제노와 볼차노에서 발견된 약 100개의 라이티아 새김글에 나타난다. 스키오 인근 마그레에서는 동부 라이티아 새김글이 발견되었다.

### 베네티 문자
에스테에서 발견된 아드리아 베네티족 새김글에 나타난다. 마그레에서 발견된 문자와 비슷하지만 같지는 않다.

### 카무니 문자
발카모니카 암각화에 새겨진 아베케다리움이 발견되었다.

## 로마자
기원전 7세기경에 상고 라틴어는 고형(古形) 에트루리아 문자의 26개 글자 중 21개를 받아들였다. 이는 쿠마에 문자에서 직접 받아들인 것일 수도 있고 에트루리아 문자의 고형을 받아들인 것일 수도 있다. 고전기 에트루리아 문자와 비교했을 때 로마자는 고형 에트루리아 문자의 B, D, K, O, Q, X를 보존하고 있으며 Θ, Ś, Φ, Ψ, F는 상실했다는 차이가 있다. (에트루리아어의 U는 로마자 V에 대응하고 에트루리아어의 V는 로마자 F에 대응한다.)
| 𐌀 | 𐌁 | 𐌂 | 𐌃 | 𐌄 | 𐌅 | 𐌆 | 𐌇 | 𐌉 | 𐌊 | 𐌋 | 𐌌 | 𐌍 | 𐌏 | 𐌐 | 𐌒 | 𐌓 | 𐌔 | 𐌕 | 𐌖 | 𐌗 |
| A | B | C | D | E | F | Z | H | I | K | L | M | N | O | P | Q | R | S | T | V | X |

## 남피케눔 문자
남피케눔 문자는 기원전 6세기부터 문증된다. 글자 ‘Q’가 /k/를 나타내고 ‘K’가 /g/를 나타낸다는 점에서 남부 에트루리아 문자와 가장 비슷하다. ⟨.⟩는 ⟨o⟩를 축약한 형태이고 ⟨:⟩는 ⟨8⟩를 축약한 형태로 /f/를 나타낸다.

## 유니코드
고대 이탈리아 문자는 2001년 3월 유니코드 3.1이 발표되면서 유니코드 표준에 포함되었다. 고대 이탈리아어 문자의 유니코드 영역은 U+10300–U+1032F이며 여러 문자 체계를 구별하지 않고 동일하게 취급한다.
글쓰기 방향(왼쪽에서 오른쪽, 오른쪽에서 왼쪽, 또는 좌우 교대 서법)은 언어에 따라 다르고 같은 언어라 해도 시대에 따라 다르다. 대부분의 학자는 단순함을 위해 왼쪽에서 오른쪽으로 쓰는 방식을 택하며 유니코드 표준도 마찬가지다.
| Old Italic[1][2] 유니코드 컨소시엄 공식 코드표 (PDF)                            |   |   |   |   |   |   |   |   |   |   |   |   |   |   |   |   |
|                                                                                 | 0 | 1 | 2 | 3 | 4 | 5 | 6 | 7 | 8 | 9 | A | B | C | D | E | F |
| U+1030x                                                                         | 𐌀 | 𐌁 | 𐌂 | 𐌃 | 𐌄 | 𐌅 | 𐌆 | 𐌇 | 𐌈 | 𐌉 | 𐌊 | 𐌋 | 𐌌 | 𐌍 | 𐌎 | 𐌏 |
| U+1031x                                                                         | 𐌐 | 𐌑 | 𐌒 | 𐌓 | 𐌔 | 𐌕 | 𐌖 | 𐌗 | 𐌘 | 𐌙 | 𐌚 | 𐌛 | 𐌜 | 𐌝 | 𐌞 | 𐌟 |
| U+1032x                                                                         | 𐌠 | 𐌡 | 𐌢 | 𐌣 |   |   |   |   |   |   |   |   |   | 𐌭 | 𐌮 | 𐌯 |
| Notes 1.^ 유니코드 12.0 기준 2.^ 회색 영역은 배당되지 않은 코드 포인트를 나타냄 |   |   |   |   |   |   |   |   |   |   |   |   |   |   |   |   |

| 글자 | 전사 | 이름 |  | 글자 | 전사 | 이름 |  | 글자 | 전사 | 이름 |
| ---- | ---- | ---- |  | ---- | ---- | ---- |  | ---- | ---- | ---- |
| 𐌀    | a    | a    |  | 𐌁    | b    | be   |  | 𐌂    | c    | ke   |
| 𐌃    | d    | de   |  | 𐌄    | e    | e    |  | 𐌅    | v    | ve   |
| 𐌆    | z    | ze   |  | 𐌇    | h    | he   |  | 𐌈    | þ    | the  |
| 𐌉    | i    | i    |  | 𐌊    | k    | ka   |  | 𐌋    | l    | el   |
| 𐌌    | m    | em   |  | 𐌍    | n    | en   |  | 𐌎    | š    | esh  |
| 𐌏    | o    | o    |  | 𐌐    | p    | pe   |  | 𐌑    | ś    | she  |
| 𐌒    | q    | ku   |  | 𐌓    | r    | er   |  | 𐌔    | s    | es   |
| 𐌕    | t    | te   |  | 𐌖    | u    | u    |  | 𐌗    | x    | eks  |
| 𐌘    | ph   | phe  |  | 𐌙    | ch   | khe  |  | 𐌚    | f    | ef   |
| 𐌛    | ř    | ers  |  | 𐌜    | ç    | che  |  | 𐌝    | í    | ii   |
| 𐌞    | ú    | uu   |  | 𐌟    | *    | ess  |  | 𐌠    | I    | 1    |
| 𐌡    | V    | 5    |  | 𐌢    | X    | 10   |  | 𐌣    | L    | 50   |

## 같이 보기
- 선형문자 A
- 선형문자 B

## 참고 문헌
- Bonfante, Giuliano; Bonfante, Larissa (2002). 《The Etruscan Language: An Introduction》 2판. Manchester: Manchester University Press. ISBN 0-7190-5539-3.
- Mullen, Alex (2013). 《Southern Gaul and the Mediterranean: Multilingualism and Multiple Identities in the Iron Age and Roman Periods》. Cambridge: Cambridge University Press. ISBN 978-1-107-02059-7.